# Calathea angustifolia
Calathea angustifolia là một loài thực vật có hoa trong họ Marantaceae. Loài này được Körn. mô tả khoa học đầu tiên năm 1858.